# Estádio Caio Feitosa
Estádio Caio Feitosa – stadion piłkarski, w Porto da Folha, Sergipe, Brazylia, na którym swoje mecze rozgrywa klub Associação Atlética Guarany.